# 天空のシラバス

## 概要
天空のシラバス（てんくうのしらばす）は日本のアイドルグループ。略称は天シラ（てんしら）。GiRLS POWER PROJECT所属。

## 略歴
- 2021年10月：陽乃ほのか、和希、岡田琴子、貴野萌、成島あきの、小林さくらの6人で結成。
  - 12月：日吉えまが加入。
- 2022年1月：成島あきのが卒業。
  - 3月：沼倉遥香が加入。
  - 7月：山根優佳が加入。
  - 11月：小林さくらが卒業。
- 2023年1月：善木南帆が加入。
  - 2月：和希が卒業。
  - 3月：岡田琴子が卒業。
  - 8月：沼倉遥香が卒業。
- 2024年12月26日：日吉えまが卒業。

## メンバー
| 名前       | よみ          | 愛称       | 担当カラー | 生年月日       | 加入期     | 備考   |
| ---------- | ------------- | ---------- | ---------- | -------------- | ---------- | ------ |
| 陽乃ほのか | はれの ほのか | ほのぴ     | 赤         | 1998年1月5日   | 2021年10月 | SEVEN4 |
| 貴野萌     | きの もえ     | もえぴ     | 紫         | 1997年4月17日  | 2021年10月 | SEVEN4 |
| 山根優佳   | やまね ゆうか | うーか     | 黒         | 1998年10月24日 | 2022年7月  | SEVEN4 |
| 善木南帆   | ぜんき なほ   | ぜんちゃん | 青         | 1997年4月11日  | 2023年1月  | SEVEN4 |

元メンバー
| 名前       | よみ            | 愛称       | 担当カラー | 生年月日     | 加入期     | 卒業       |
| ---------- | --------------- | ---------- | ---------- | ------------ | ---------- | ---------- |
| 成島あきの | なるしま あきの |            |            |              | 2021年10月 | 2022年1月  |
| 小林さくら | こばやし さくら |            |            |              | 2021年10月 | 2022年11月 |
| 和希       | かずき          | かずき     |            |              | 2021年10月 | 2023年2月  |
| 岡田琴子   | おかだ ことこ   | こっちゃん | オレンジ   |              | 2021年10月 | 2023年3月  |
| 沼倉遥香   | ぬまくら はるか | はるるん   | ピンク     | 1988年6月5日 | 2022年3月  | 2023年8月  |
| 日吉えま   | ひよし えま     | えまち     | 黄         |              | 2021年12月 | 2024年12月 |

## 作品
| 曲名                       | よみ                           | 曲色     | お披露目日     | 備考                     |
| -------------------------- | ------------------------------ | -------- | -------------- | ------------------------ |
| 空色スタートライン         | そらいろすたーとらいん         | 水色     | 2021年10月26日 | デビュー曲               |
| 金糸雀センセーション       | かなりあせんせーしょん         | 黄色     | 2023年1月7日   | 日吉えま生誕センター曲   |
| 緋色のイナズマ             | ひいろのいなずま               | 赤色     | 2023年1月7日   | 陽乃ほのか生誕センター曲 |
| 青春オレンジロード         | せいしゅんおれんじろーど       | オレンジ | 2023年3月21日  | 岡田琴子生誕センター曲   |
| 赤色護り星                 | せきしょくまもりぼし           | 赤色     | 2023年4月22日  | 善木南帆生誕センター曲   |
| 参上！藤色小町             | さんじょう ふじいろこまち      | 紫色     | 2023年4月22日  | 貴野萌生誕センター曲     |
| キラメキ純白スプラッシュ！ | きらめきじゅんぱくすぷらっしゅ | 白色     | 2023年6月27日  |                          |
| ゆらめきキンモクセイ       | ゆらめききんもくせい           | オレンジ | 2023年10月26日 | 2周年曲                  |

### タイアップ
- 青春summer ⁻ 2022年千葉テレビ全国高等学校野球選手権大会テーマソング[1]
- キラメキ純白スプラッシュ! - 2023年千葉テレビ全国高等学校野球選手権大会テーマソング[2]